# ليلى غاريت
ليلى غاريت (بالإنجليزية: Lila Garrett)‏ هي كاتبة سيناريو أمريكية، ولدت في 21 نوفمبر 1925 في بروكلين في الولايات المتحدة.

## وصلات خارجية
- ليلى غاريت على موقع IMDb (الإنجليزية)
- ليلى غاريت على موقع قاعدة بيانات الفيلم (الإنجليزية)